# Zdeněk Souček
Zdeněk "Frank" Souček (Brno, 9 de septiembre de 1917 - Isla Macquarie, 24 de diciembre de 1967) fue un médico, explorador e investigador de los polos y los trópicos.
Souček completó sus estudios en medicina en 1947 en la Universidad Carolina de Praga. Comenzó a desarrollar su carrera en Prachatice en donde conocería a su futura mujer. Emigró a Alemania Occidental en 1949 y un año más tarde a Australia en donde se unió a Australian National Antarctic Research Expeditions, el programa australiano para las expediciones e investigaciones en la Antártida. Pasó el año 1952 en la Isla Macquarie. Es en esta etapa cuando recibe el sobrenombre "Frank" que le acompañaría el resto de su vida.
Entre 1953 y 1959 trabajó en Nueva Irlanda, Nueva Guinea donde además de practicar la medicina tropical como médico de Kavieng, llevó a cabo una investigación antropológica.
Después de su regreso a ANARE participó en doce expediciones antárticas sirviendo principalmente como médico. Estudió la influencia de las condiciones extremas sobre el organismo y las bacterias en los tractos gastrointestinales de aves y mamíferos polares. Llevó a cabo su trabajo principalmente en la Isla Macquarie y en la Base Wilkes.
Falleció de un derrame cerebral en la Isla Macquarie. La urna crematoria con sus cenizas reposa en Vodňany, República Checa.

## Reconocimientos
Varios lugares en la Antártida llevan su nombre en su honor:
- Bahía Soucek en la Isla Macquarie
- Valle Soucek en las Montañas Tula
- Barranco Soucek en la Isla Ardery